# Puits de Kolbsheim
Le puits de Kolbsheim est un monument historique situé à Kolbsheim, dans le département français du Bas-Rhin.

## Localisation
Ce bâtiment est situé place de la Mairie à Kolbsheim.

## Historique
L'édifice fait l'objet d'une inscription au titre des monuments historiques depuis 1935.